# ASF Police
Association Sportive et Culturelle Forces de Police w skrócie ASF Police – senegalski klub piłkarski grający w senegalskiej pierwszej lidze, mający siedzibę w mieście Dakar.

## Sukcesy
- I liga[1]:
  - mistrzostwo (1): 1979.

- Puchar Senegalu[2]:
  - zwycięstwo (3): 1976, 1978, 1981.

## Występy w afrykańskich pucharach
| Sezon | Rozgrywki                 | Runda       | Kraj         | Klub                   | Dom | Wyjazd | Dwumecz      |
| ----- | ------------------------- | ----------- | ------------ | ---------------------- | --- | ------ | ------------ |
| 1977  | Puchar Zdobywców Pucharów | 2           | Gabon        | Anges ABC              | 8–1 | 0–0    | 8–1          |
| 1977  | Puchar Zdobywców Pucharów | ćwierćfinał | Nigeria      | Enugu Rangers          | 0–0 | 1–2    | 1–2          |
| 1980  | Puchar Mistrzów           | 1           | Sierra Leone | Mighty Blackpool FC    | 2–1 | 2–0    | 4–1          |
| 1980  | Puchar Mistrzów           | 2           | Togo         | AC Semassi FC          | 1–0 | 1–1    | 2–1          |
| 1980  | Puchar Mistrzów           | ćwierćfinał | Kamerun      | Union Duala            | 3–2 | 0–3    | 3–5          |
| 1982  | Puchar Zdobywców Pucharów | 1           | Liberia      | Mighty Barolle         | 1–0 | 1–1    | 2–1          |
| 1982  | Puchar Zdobywców Pucharów | 2           | Ghana        | Accra Hearts of Oak SC | 2–0 | 0–2    | 2–2 (k. 1–3) |
| 1983  | Puchar Zdobywców Pucharów | 1           | Maroko       | Raja Casablanca        | 1–0 | 0–0    | 1–0          |
| 1983  | Puchar Zdobywców Pucharów | 2           | Gwinea       | Horoya AC              | 1–2 | 0–1    | 1–3          |

## Stadion
Domowe mecze klub rozgrywa na stadionie o nazwie Municipal de ASC Police w Dakarze, który może pomieścić 5 000 widzów.

## Reprezentanci kraju grający w klubie od 2007 roku
Stan na styczeń 2023.
| - Issa Ba - Oumar Touré | - Pape Landing Sambou |